# Dimbaza
Dimbaza is een plaats met 21.783 inwoners, gelegen tussen Koning Willemstad en Alice in de Zuid-Afrikaanse provincie Oost-Kaap.